# مدوفکا
مدوفکا (به ارمنی: Մեդովկա) یک شهر در ارمنستان است که در استان لوری واقع شده‌است. مدوفکا در  کیلومتری شمال وانادزور، مرکز استان لوری واقع شده است.

## خصوصیات
مدوفکا  ۴۲۷ نفر  جمعیت دارد و در ارتفاع  متر بالاتر از سطح دریا قرار گرفته است.